# Wilhelm Siegel
Wilhelm Siegel (* 15. Dezember 1890 in Hamburg; † 5. November 1977) war ein deutscher Pädagoge und Politiker der (SPD).

## Leben und Beruf
Nach dem Besuch der Volksschule absolvierte Siegel ein Lehrerseminar, das er mit der Prüfung für das Lehramt an Volksschulen beendete. Anschließend arbeitete er als Volksschullehrer. Von 1916 bis 1918 nahm er als Soldat am Ersten Weltkrieg teil.

## Partei
Siegel war von 1918 bis 1923 Mitglied der KPD. Danker und Lehmann-Himmel charakterisieren ihn in ihrer Studie über das Verhalten und die Einstellungen der Schleswig-Holsteinischen Landtagsabgeordneten und Regierungsmitglieder der Nachkriegszeit in der NS-Zeit als „angepasst-ambivalent“. Er trat 1946 in die SPD ein und war von 1949 bis 1951 sowie von 1957 bis 1963 Mitglied im Bezirksvorstand der SPD Stormarn.

## Abgeordneter
Siegel wurde 1946 in den Kreistag des Kreises Stormarn gewählt. Von 1947 bis 1967 war er Mitglied des Landtages von Schleswig-Holstein. Hier war er von 1954 bis 1967 Vorsitzender des Volksbildungsausschusses. Außerdem amtierte er von 1958 bis 1967 als Vizepräsident des Landtages.

## Öffentliche Ämter
Siegel war von 1946 bis 1956 Landrat des Kreises Stormarn. Vom 29. August 1949 bis zum 5. September 1950 amtierte er als Minister für Volksbildung in der von Ministerpräsident Bruno Diekmann geführten Regierung des Landes Schleswig-Holstein.

## Ehrungen
- Ehrenbürgerschaft der Gemeinde Großhansdorf, 1965
- Wilhelm-Siegel-Weg in Großhansdorf
- Großes Verdienstkreuz, 23. März 1956
- Großes Verdienstkreuz mit Stern, 30. September 1966